# ۱۰ اردیبهشت
۱۰ اردیبهشت چهل و یکمین روز سال در گاه‌شماری خورشیدی است. به پایان سال ۳۲۴ روز (۳۲۵ روز در سال کبیسه) باقی‌است.

## رویدادها
- ۱۰۰۱ - بازپس‌گیری هرمز
- ۱۳۹۶ - بنیان‌گذاری فاز نخست پالایشگاه میعانات گازی ستاره خلیج فارس
- ۱۴۰۲ - استیضاح سید رضا فاطمی‌امین

## زادروزها
- ۱۲۸۸ - رهی معیری، شاعر و ترانه‌سرا
- ۱۲۹۰ - غلام حسین بنان، خواننده
- ۱۳۰۰ - محمداسماعیل رضوانی، پژوهشگر تاریخ
- ۱۳۱۰ - ولی‌الله فلاحی، نظامی
- ۱۳۱۱ - یدالله ثمره، زبان‌شناس
- ۱۳۳۶ - آتیلا پسیانی، بازیگر
- ۱۳۵۱ - رامین ناصرنصیر، بازیگر
- ۱۳۶۱ - بهادر عبدی، فوتبالیست
- ۱۳۶۴ - حنیف عمران‌زاده، فوتبالیست

## درگذشت‌ها
- ۴۰۹ - محمود غزنوی، هفتمین شاه ایران از غزنویان
- ۱۳۴۹ - اسماعیل آشتیانی، شاعر
- ۱۳۵۳ - امان‌الله جهانبانی، از شاهزادگان دودمان قاجار و نخستین فرمانده ارتش شاهنشاهی ایران
- ۱۳۶۱ - محسن وزوایی، فرمانده لشکر ۱۰ سیدالشهدا
- ۱۳۷۶ - روح‌انگیز سامی‌نژاد، بازیگر
- ۱۳۸۹ - علی‌محمد حق‌شناس، زبان‌شناس
- ۱۴۰۴ - منیر طاها، ترانه‌سرا
- ۱۴۰۴ - بهمن صالح‌نیا، بازیکن و مربی فوتبال

## مناسبت‌ها
- روز ملی خلیج فارس
- روز ملی صنعت برق در ایران[۱]
- جشن چله نوروز